# Kurt M. Campbell
Pour les articles homonymes, voir Campbell.
 (février 2024).
La mise en forme du texte ne suit pas les recommandations de Wikipédia : il faut le « wikifier ».
Les points d'amélioration suivants sont les cas les plus fréquents. Le détail des points à revoir est peut-être précisé sur la page de discussion.
- Les titres sont pré-formatés par le logiciel. Ils ne sont ni en capitales, ni en gras.
- Le texte ne doit pas être écrit en capitales (les noms de famille non plus), ni en gras, ni en italique, ni en « petit »…
- Le gras n'est utilisé que pour surligner le titre de l'article dans l'introduction, une seule fois.
- L'italique est rarement utilisé : mots en langue étrangère, titres d'œuvres, noms de bateaux, etc.
- Les citations ne sont pas en italique mais en corps de texte normal. Elles sont entourées par des guillemets français : « et ».
- Les listes à puces sont à éviter, des paragraphes rédigés étant largement préférés. Les tableaux sont à réserver à la présentation de données structurées (résultats, etc.).
- Les appels de note de bas de page (petits chiffres en exposant, introduits par l'outil «  Source ») sont à placer entre la fin de phrase et le point final[comme ça].
- Les liens internes (vers d'autres articles de Wikipédia) sont à choisir avec parcimonie. Créez des liens vers des articles approfondissant le sujet. Les termes génériques sans rapport avec le sujet sont à éviter, ainsi que les répétitions de liens vers un même terme.
- Les liens externes sont à placer uniquement dans une section « Liens externes », à la fin de l'article. Ces liens sont à choisir avec parcimonie suivant les règles définies. Si un lien sert de source à l'article, son insertion dans le texte est à faire par les notes de bas de page.
- La présentation des références doit suivre les conventions bibliographiques. Il est recommandé d'utiliser les modèles {{Ouvrage}}, {{Chapitre}}, {{Article}}, {{Lien web}} et/ou {{Bibliographie}}. Le mode d'édition visuel peut mettre en forme automatiquement les références.
- Insérer une infobox (cadre d'informations à droite) n'est pas obligatoire pour parachever la mise en page.

Pour une aide détaillée, merci de consulter Aide:Wikification.
Si vous pensez que ces points ont été résolus, vous pouvez retirer ce bandeau et améliorer la mise en forme d'un autre article.
Kurt Michael Campbell, né le 27 août 1957, est un diplomate et homme d'affaires américain, qui a occupé le poste de secrétaire d'État adjoint de 2024 à 2025. Il a auparavant occupé le poste de coordinateur du Conseil national de sécurité pour la région Indo-Pacifique de 2021 à 2024. À ce titre, Campbell est qualifié de « coordinateur pour l’Asie » ou de « tsar de l’Asie » de l’administration Biden – l’architecte en chef de la stratégie asiatique de Joe Biden.
Il est auparavant secrétaire d'État adjoint chargé des affaires de l'Asie de l'Est et du Pacifique au sein de l'administration Obama. Il est président-directeur général de The Asia Group, LLC qu'il fonde en février 2013. Le 20 janvier 2021, il est nommé coordinateur du Conseil de sécurité nationale pour l'Indo-Pacifique par Joe Biden.

## Éducation
Kurt Campbell est né le 27 août 1957. Il obtient une licence de l'université de Californie à San Diego, un certificat en musique et philosophie politique de l'université d'Erevan en république socialiste soviétique d'Arménie et un doctorat en relations internationales du Brasenose College d'Oxford grâce à une bourse Marshall.

## Carrière
Campbell occupe plusieurs postes au sein du gouvernement, notamment en tant que secrétaire adjoint à la Défense pour l'Asie et le Pacifique, directeur du personnel du Conseil de sécurité nationale, conseiller spécial adjoint du président pour l'Accord de libre-échange nord-américain (ALENA) et en tant que Fellow de la Maison-Blanche au département du Trésor des États-Unis.
Campbell sert comme officier dans la marine américaine au sein de l'état-major et de l'unité spéciale de renseignement du chef des opérations navales. Il est également professeur agrégé de politique publique et de relations internationales à la John F. Kennedy School of Government et directeur adjoint du Centre pour la science et les affaires internationales de l'université Harvard.
Campbell est embauché[Quand ?] au Centre d'études stratégiques et internationales en tant que l'un de ses vice-présidents, comme directeur de son programme de sécurité internationale et en tant que titulaire de la chaire Henry Kissinger en politique de sécurité nationale.
Campbell est ensuite PDG et cofondateur du Center for a New American Security (CNAS), un groupe de réflexion sur la sécurité nationale lancé en janvier 2007.

### Administration Obama
Le 26 juin 2009, Campbell est confirmé par l'administration Obama au poste de secrétaire d'État adjoint pour l'Asie de l'Est et le Pacifique. Il reste à ce poste jusqu'au 8 février 2013.

### En dehors du gouvernement
Campbell est également directeur d'Aspen Strategy Group et président du comité de rédaction du Washington Quarterly, et est le fondateur et directeur de StratAsia, une société de conseil stratégique axée sur l'Asie.
Campbell est membre du Council on Foreign Relations, du groupe Wasatch et de l' International Institute for Strategic Studies.
En 2018-2019, Campbell est Kissinger Fellow au McCain Institute.

### Administration Biden
Campbell est nommé coordinateur de la sécurité nationale pour l'Indo-Pacifique le 20 janvier 2021, au premier jour de l'administration du président Joe Biden,. Il est qualifié de « coordinateur pour l’Asie » ou de « tsar de l’Asie » de l’administration Biden.
Le 1er novembre 2023, Campbell est nommé par le président Biden pour devenir secrétaire d'État adjoint des États-Unis  et sa nomination est envoyée au Sénat des États-Unis le même jour. Sa nomination est confirmée par 92 voix contre 5 le 6 février 2024. Il prête serment le 12 février 2024.